# Polowat
Polowat – miasto w Mikronezji, w stanie Chuuk. Według danych szacunkowych na rok 2008 liczyło 1525 mieszkańców.